# Glas 1004

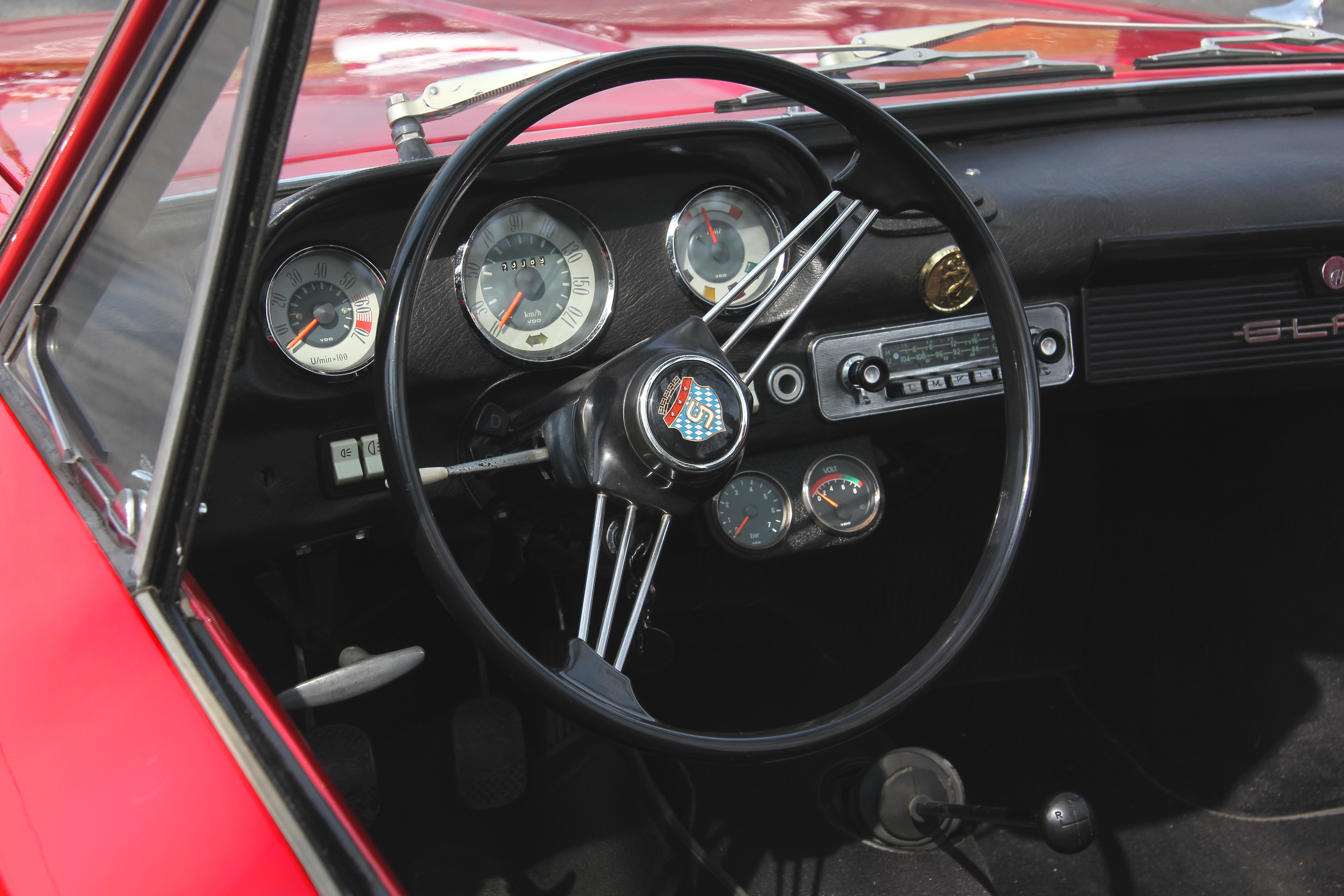
Volante y tablero de instrumentos del Glas 1204

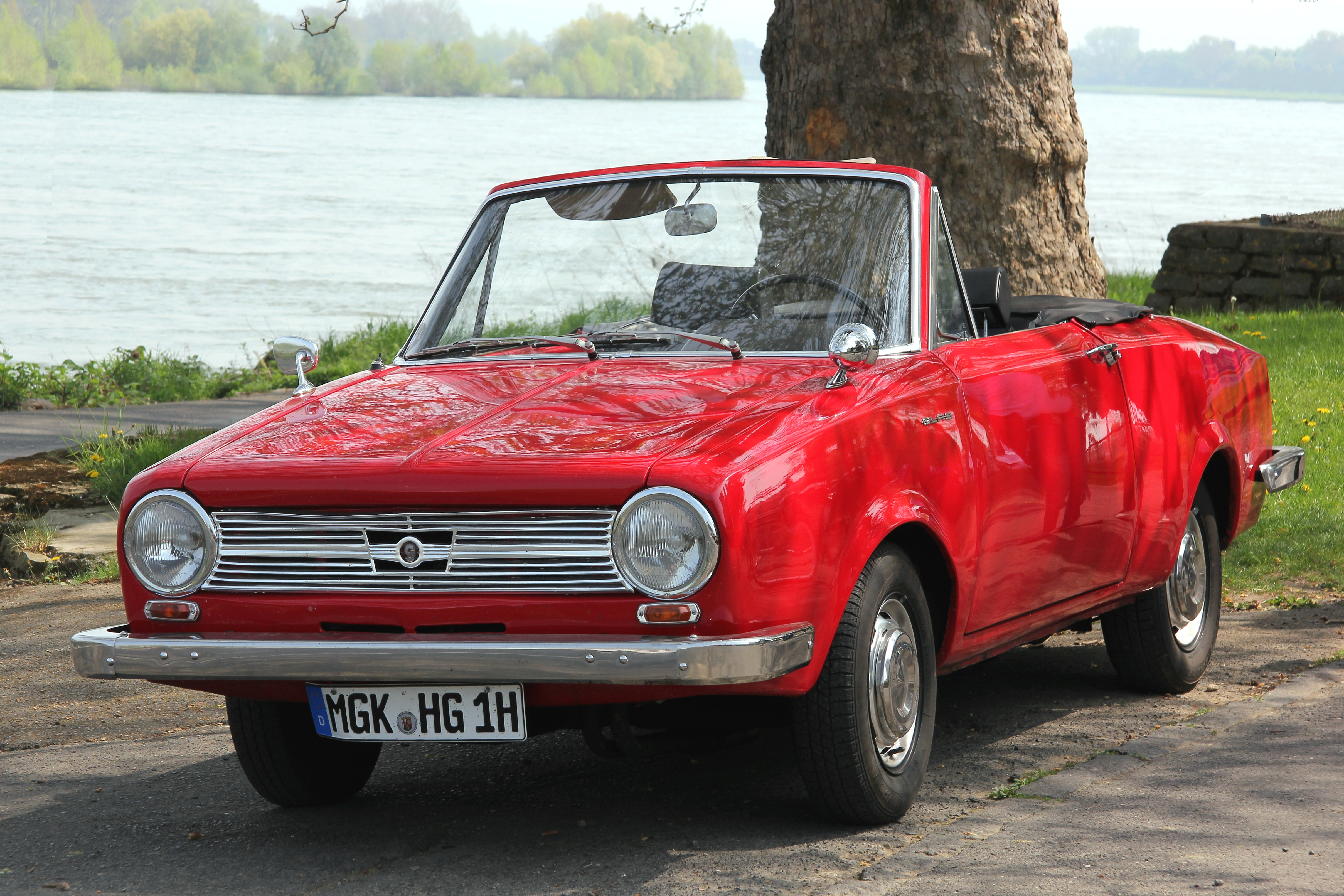
Glas 1204 Cabrio

El Glas 1004 es un pequeño automóvil de dos puertas y cuatro plazas producido por Hans Glas GmbH en Dingolfing. Se exhibió por primera vez en público, en forma de cupé, en el Salón del Automóvil de Fráncfort en septiembre de 1961. La producción en serie del cupé 1004 comenzó en mayo de 1962, y en enero de 1963 las versiones salón/sedán y descapotable se unieron a la gama junto con los más potentes Glas 1204. En septiembre de 1965 apareció una variante todavía más potente, el Glas 1304. En septiembre de 1966, se agregó un fastback Kombilimousine (familiar). Los 04 se produjeron al menos hasta diciembre de 1967, y estuvieron a la venta durante gran parte de 1968.

## Orígenes
En 1960, el taller de investigación de la compañía ideó un motor que utilizaba una transmisión de árbol de levas no convencional. El desarrollador de productos Leonhard Ischinger, que se había unido a Glas procedente de BMW, había producido un motor OHC de cuatro cilindros con el engranaje de las válvulas accionado mediante una correa dentada de goma, que en ese momento era una idea novedosa. El motor de 992 cc rendía una potencia máxima de 31 kW (42 PS) a 5000 rpm. Durante 1961, la compañía agregó una cuer moderna carrocería cupé utilizando el chasis del Glas Isar, que para esta aplicación se había alargado en 10 cm. El resultado fue el prototipo 1004 que apareció en el Salón del Automóvil en septiembre de ese año. 

## S1004
La producción en serie comenzó en mayo de 1962 y los primeros automóviles se entregaron en agosto. El coche mantuvo el motor de 992 cc refrigerado por agua del prototipo, que en esta etapa todavía producía 31 kW (42 PS) de potencia máxima a 5000 rpm. La tracción se llevaba a las ruedas traseras a través de una transmisión manual de cuatro velocidades que incorporaba, algo relativamente inusual para este tamaño de automóvil, las cuatro velocidades sincronizadas.
El S 1004 tenía una carrocería monocasco de acero reforzado, desde el principio en este modelo, con la sección de la caja debajo del piso reforzada. Los comentaristas notaron el contraste entre la relativamente corta distancia entre ejes de 2100 mm y la longitud total del automóvil de 3835 mm, que según estándares posteriores, comprometía la conducción pero permitía el uso de un eje de transmisión relativamente corto. 
La suspensión delantera utilizaba brazos de arrastre y resortes independientes en combinación, mientras que en la parte posterior un eje rígido oscilante estaba soportado por muelles. Tanto en la parte delantera como en la trasera, la suspensión se mejoró con “resortes huecos de goma llenos de aire”. 
Las cuatro ruedas contaban con frenos de tambor controlados hidráulicamente, mientras que el freno de mano funcionaba mediante un enlace por cable a las ruedas traseras. La dirección era del tipo común de espiral y rodillos.
El cupé 2 + 2, elogiado en la publicidad del fabricante por sus "líneas convincentemente simples"  se anunció a un precio de 5595 marcos, que aumentó a 5865 marcos en noviembre de 1963. Desde enero de 1963 también se ofreció el descapotable, con un precio recomendado de 6500. El Glas 1004 tenía el motor más pequeño de la gama, que se ofrecía en combinación con el sedán/salón completo de cuatro plazas solo desde septiembre de 1965. Un extra opcional aún inusual en agosto de 1963 fueron los frenos de disco en las ruedas delanteras, disponibles pagando 195 marcos. 
El comentario de la prensa en un país donde la innovación técnica genera entusiasmo fue muy positivo con respecto al estatus del automóvil como el primer automóvil de serie del mundo equipado con un árbol de levas accionado por correa, pero criticó la falta de respuesta de los frenos de tambor estándar y el  pesado embrague. La tendencia del automóvil a inclinarse bajo aceleración o frenado brusco, que se atribuyó a su corta distancia entre ejes, también generó críticas, al igual que la caja de cambios "de atrás hacia adelante" que, como en el Isar existente, originalmente había sido diseñada para un (nunca producido excepto como prototipo) coche pequeño con tracción delantera y, en consecuencia, tenía la primera y la tercera marcha más cercanas al conductor, con la segunda y cuarta marcha más cercanas a la parte delantera del automóvil. 

## 1204/S 1204
El cuatro plazas completo llegó en enero con el 1204, que tenía su carrera de cilindro extendida desde 61 mm a 73 mm, para dar una capacidad del motor de 1189 cc, con una potencia máxima declarada de 39 kW (53 PS) a 5100 rpm. El automóvil con un motor más grande también se ofreció como un cupé y como un descapotable.

## 1004 TS/1204 TS
En noviembre de 1963, Glas agregó versiones de doble carburador tanto del motor de 992 cc como del de 1189 cc, que fueron denominados como Glas 1004 TS y Glas 1204 TS. La potencia máxima declarada en estos coches con doble carburador era de 46 kW (63 PS) a 6000 rpm y 51 kW (70 PS) a 5750 rpm, respectivamente. El 1204 TS más rápido ahora alcanzaba los 160 km/h, que coincidía con las 100 mph en los EE. UU., convirtiéndolo en un automóvil relativamente ligero, comparable a los deportivos dePorsche y Alfa Romeo en términos de rendimiento en línea recta. El 1204 TS también aceleraba de 0 a 100 km/h (63 mph) en 11,9 s, aunque el automóvil con este motor ya no ofrecía niveles de economía de combustible de “automóvil pequeño”. Las versiones con motor TS disponían de frenos de disco delanteros incluidos en el precio, que proporcionaban según un informe contemporáneo, "buena potencia de frenado con poco esfuerzo". Con el 1204 TS, en mayo de 1964 Glas ofrecía a 6980 marcos un automóvil deportivo y bien equipado que, en muchos aspectos, rivalizaba con vehículos de la competencia con un precio de 10 000 marcos o más. 
En 1964, el Glas 1204 TS también tuvo éxito en las pruebas de competición. Un 1204 TS conducido por Gerhard Bodmer terminó en la octava posición de los 86 coches que comenzaron en la carrera de los 500 km de Nürburgring, logrando la victoria en su clase. La pareja Bodmer/Schmidt fue igualmente exitosa en la carrera de las 24 horas de Spa-Francorchamps, terminando octava en general y logrando una victoria de clase por delante de sus compañeros de equipo Lambrechts y Mombaerts en otros 1204 TS. 

## 1304TS
En septiembre de 1965, se instaló el motor de 1290 cc del Glas GT, dando lugar a un nuevo modelo de gama alta que ofrecía una potencia máxima de 62,5 kW (85 PS) y una velocidad máxima de 168 kilómetros por hora (104 mph).

## 1304/S 1304
Una versión con carburador único del motor del 1304 también estuvo disponible en 1965, que todavía ofrecía 44 kW (60 PS) de potencia y un rendimiento adecuado. 

## 1004

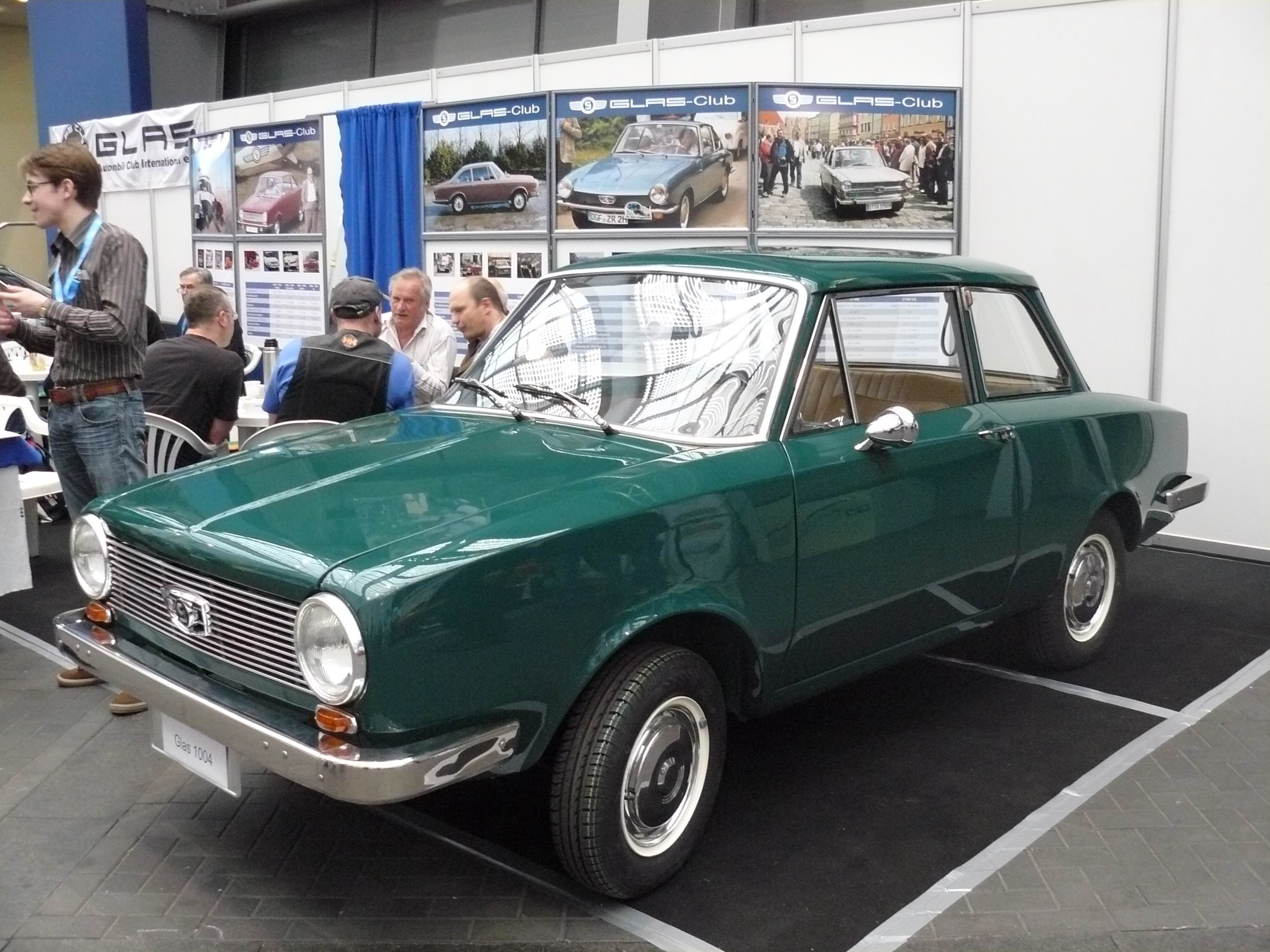
Glas 1004 sedán

También en septiembre, se introdujo un modelo básico actualizado del 1004, con la potencia del motor de 992 cc reducida a 40 caballos de vapor (29 kW). El automóvil presentaba una relación de compresión ligeramente más alta que el 1004 original de 1963 y un carburador diferente. 

## 1004 CL/1304 CL

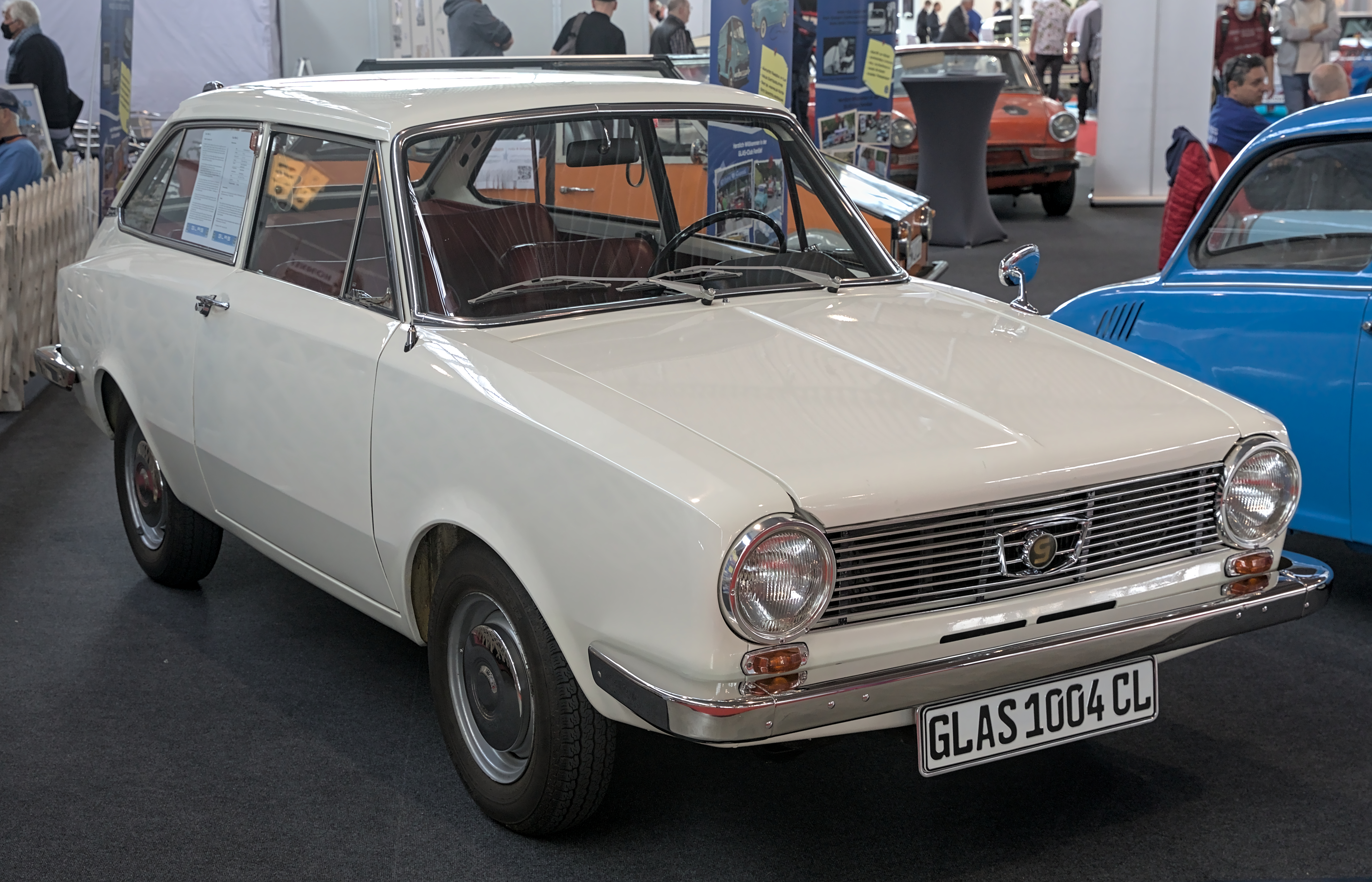
Glas 1004 CL (Kombi-limusina)

En agosto de 1966 llegaron dos kombi-limusina (familiares) con carrocería fastback. Los familiares de este tamaño, al menos en Alemania, todavía eran relativamente poco comunes. Se podían comprar como 1004 CL o 1304 CL, con las letras "CL" que significaban Combi Limusina. Estos modelos tuvieron poco éxito en el mercado. A pesar del portón trasero, el espacio para el equipaje y el espacio para las piernas traseras estaban severamente limitados debido a la corta distancia entre ejes del automóvil. Con un solo carburador, el 1304 rendía 60 caballos de vapor (44 kW) a 5000 rpm; suficientes para alcanzar una velocidad máxima de 148 kilómetros por hora (92,0 mph). El CL continuó estando disponible durante un tiempo después de que BMW adquiriera Glas (hasta abril de 1968). También inspiró al entonces Director de Ventas de BMW, Hahnemann, a desarrollar el Touring serie 02.

## Lecturas relacionadas
- Rosellen, Hanns-Peter: Vom Goggomobil zum Glas V8 . Zyklam-Verlag Frankfurt (1985).
- Nachrichten für Glas-Automobilfahrer . Sonderheft zur 40. IAA 1961, Verlag und Druckerei Rudolf Thalhammer, München.
- Die Auto-Modelle 1963/64 . Vereinigte Motor-Verlage GmbH, Stuttgart; Ausgabe Nr. 7 / III / 63.
- Ein Kunststoffteil macht Weltkarriere, Frankfurter Allgemeine Zeitung, 20. Septiembre de 2011.

- Datos: Q1529313
- Multimedia: Glas 1004/1204/1304 / Q1529313